# 企業植林計劃

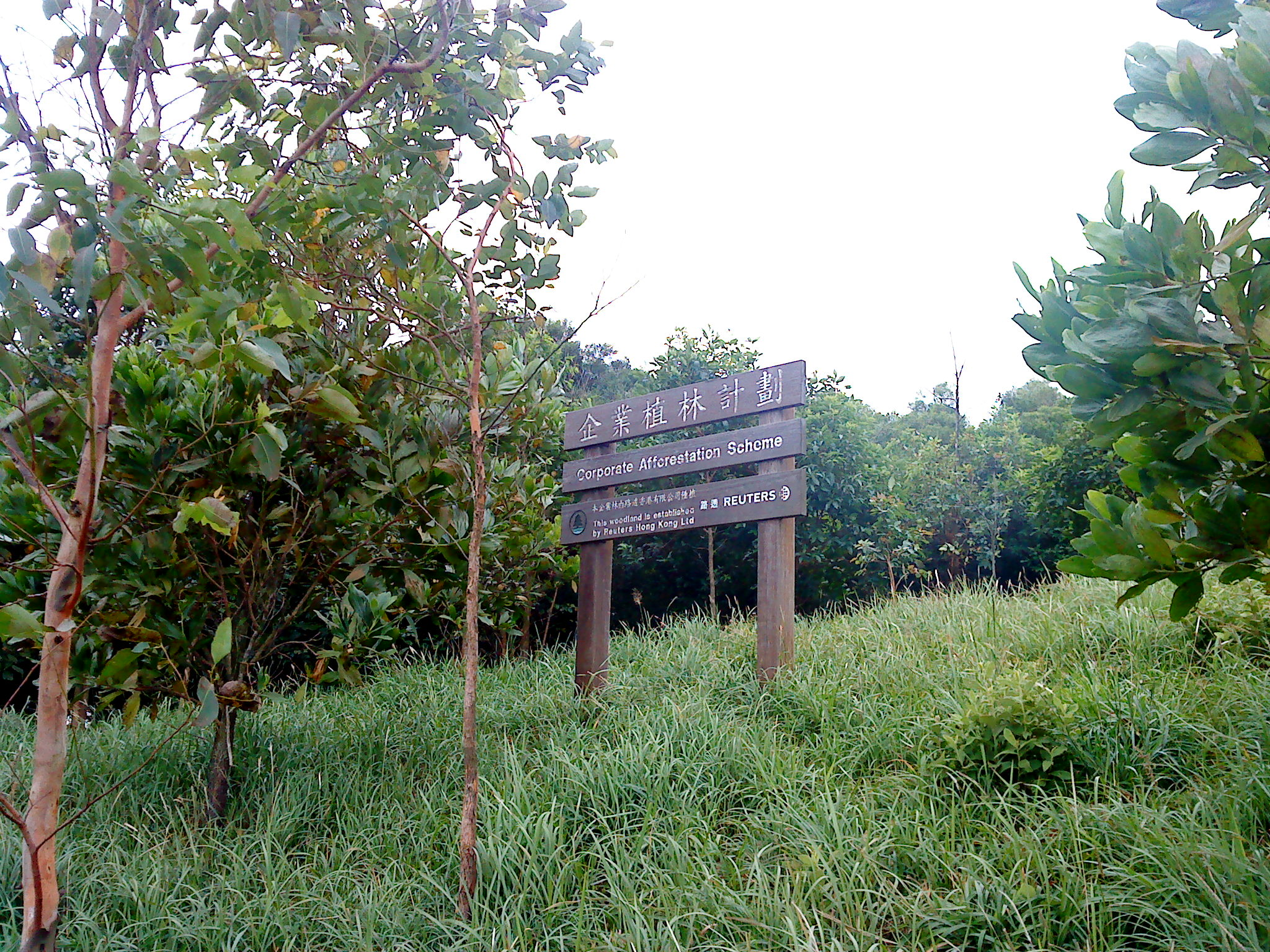
路透香港有限公司參與本計劃，在清水灣郊野公園釣魚翁種植樹苗。

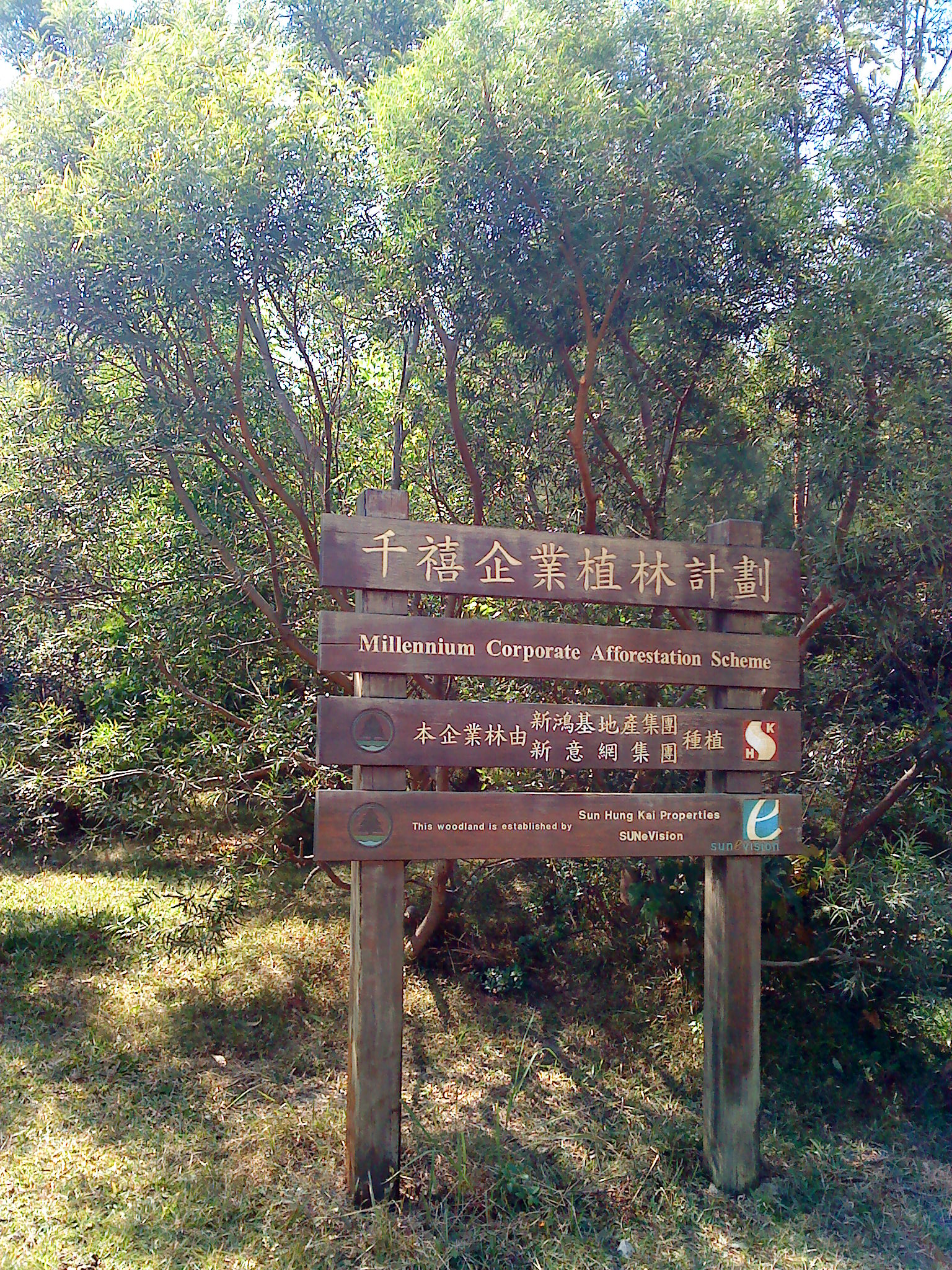
本計劃在2000年易名為「千禧企業植林計劃」。

企業植林計劃（Corporate Afforestation Scheme）自1998年起由香港漁農自然護理署主辦，旨在邀請企業機構參與香港綠化工作。參與計劃的機構須撥款在郊野公園特定範圍，種植超過10,000株樹苗，並護理3年才送歸政府。這3年內，企業需按季節進行施肥、除草、闢設隔火界、梳剪樹枝、伐弱留強等工作，打理出一個成熟健壯的樹林。該處會豎立大型紀念牌，列明負責種植的企業名稱。
樹苗種植地點由漁農自然護理署揀選，大部份是經歷過山火蹂躪的郊野公園範圍，讓山頭從新綠化，減少水土流失，改善景觀之餘，最重要是能為野生動物重建家園，提高郊野公園的生物多樣性。
自計劃發起後，參與機構涉及跨國企業香港分公司、本地公用事業、地產發展商、運輸業界，以至宗教團體和學校等界別，每年均有超過10個企業參與。換句話說，每年透過此計劃種植的樹苗有10萬株以上，遍佈大欖、船灣、馬鞍山、清水灣、西貢、石澳等郊野公園。

## 資料來源
- 香港自然網－地理日記 （页面存档备份，存于）
- 香港地球之友－企業植林計劃 （页面存档备份，存于）